# Roma Expo Franchising
Il RomExpo Franchising (precedentemente nota come Roma Expo Franchising) è una manifestazione fieristica il cui obiettivo è l'espansione del franchising italiano all'estero, promosso dalla Federazione Italiana del Franchising-Confesercenti e la Confesercenti Provinciale di Roma, con l'organizzazione della Merlo SpA, agenzia di organizzazione eventi.
Tale evento-business riserva una vasta area di formazione, consulenza gratuita, convegni e momenti vari d'approfondimento con i membri della Cabina di Regia della Federazione Italiana del Franchising. I giorni della manifestazione sono un'occasione quindi sia per permettere un incontro della domanda e dell'offerta d'affiliazione, che per comprendere l'universo del franchising, nel tentativo più generale di promozione della cultura d'impresa.